# Bruno di Sassonia
Bruno chiamato anche Brun o Braun (tra l'830 e l'840 – 2 febbraio 880) fu duca di Sassonia dall'866 fino alla sua morte.

## Biografia
Era il figlio maggiore del conte sassone Liudolfo e della moglie Oda di Billung, dunque membro della dinastia ottoniana. È considerato un antenato dei Brunonidi, un ramo cadetto degli Ottoniani, sebbene sia un'affiliazione incerta.
Suo padre possedeva grandi tenute in Ostfalia lungo il fiume Leine, dove nell'852 fondò il monastero di Brunshausen. Bruno successe a suo padre e viene menzionato come conte nell'877.
Mentre Liudolfo è descritto come dux orientalis Saxonum, cioè leader nella Sassonia orientale (Ostfalia), è possibile che Bruno, secondo la Res gestae saxonicae del cronista medievale Vitichindo di Corvey, fosse già dux totius Saxonum, duca (Herzog) di tutta la Sassonia. L'ascesa della sua famiglia nel regno dei Franchi Orientali è documentata dal fatto che la sorella di Bruno Liutgarda nell'874 sposò il principe carolingio Ludovico III il Giovane, secondo figlio del re Ludovico II il Germanico, da allora viene chiamato ducem et fratrem reinæ, "duca e fratello della regina" negli Annales Fuldenses. Non si sa nulla del matrimonio e dei figli di Bruno.
Sostenne suo cognato Luigi il Giovane nelle lotte con suo zio, l'imperatore Carlo il Calvo. Come comandante in capo sassone durante le invasioni vichinghe, morì, insieme a molti altri nobili, in nella battaglia della landa di Luneburgo contro i guerrieri norreni (probabilmente un contingente danese dell'esercito della grande armata danese, sconfitta dal re Alfredo il Grande) il giorno delle candele, il 2 febbraio 880. La battaglia, svoltasi in metà inverno, fu una sconfitta schiacciante; Il duca Bruno, il vescovo di Mindenc Teodorico e il vescovo di Hildesheim Markward, oltre a dodici conti sassoni, tra cui Lotario I di Stade, e molti altri nobili furono uccisi; Bruno fu quindi venerato come uno dei martiri di Ebsdorf. Secondo il cronista Titmaro di Merseburgo, Bruno morì annegato in un fiume, evento che probabilmente ebbe luogo nel giorno della battaglia o durante la ritirata.
Gli successe il fratello minore Ottone l'Illustre, il cui figlio Enrico l'Uccellatore divenne re dei Franchi Orientali nel 919.

## Culto

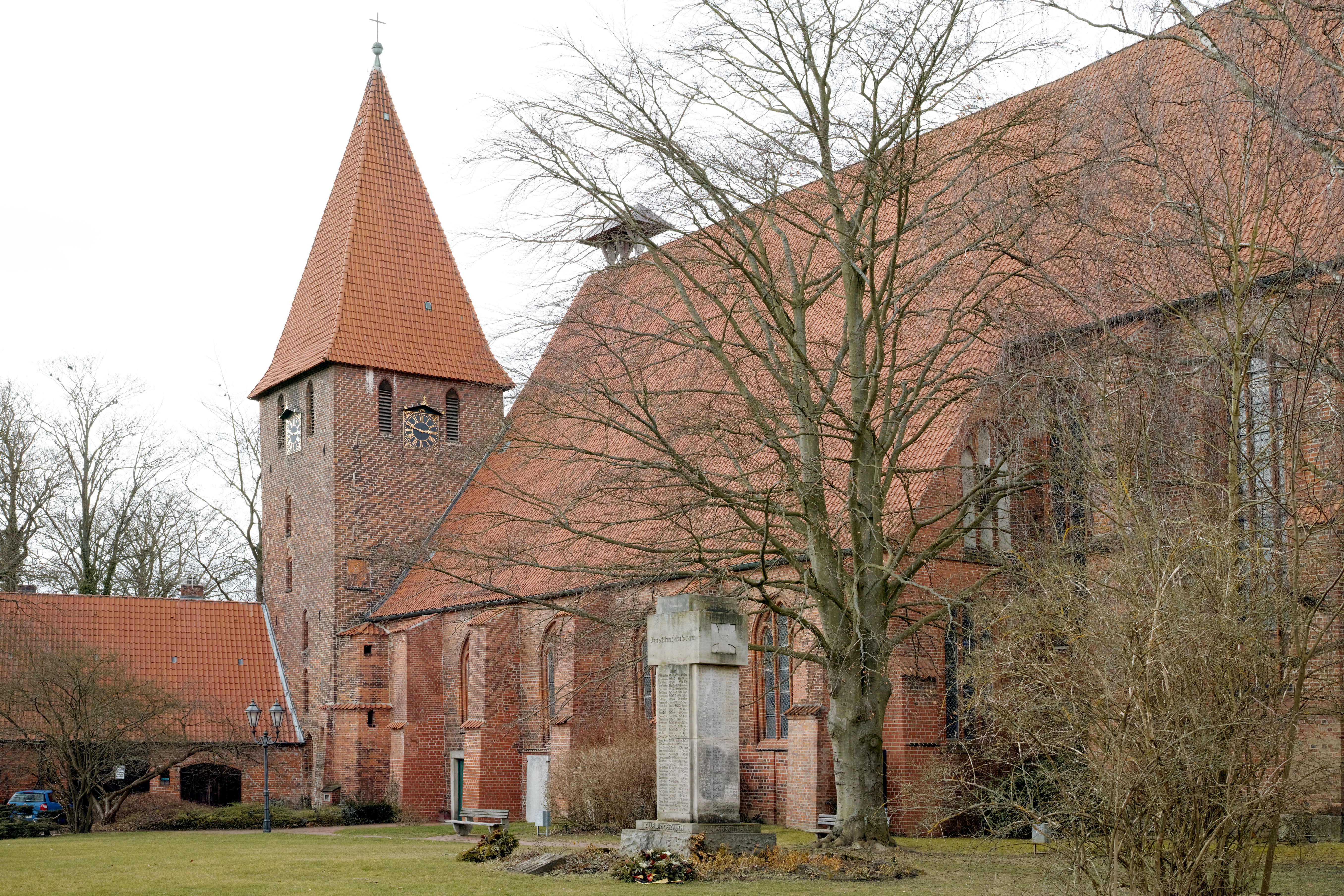
Abbazia di Ebstorf.

Bruno è venerato come santo e martire nella Chiesa cattolica, essendo onorato con una festa il 2 febbraio sotto il nome di San Bruno di Sassonia. Intorno al 1160 le sue reliquie furono traslate dai conti di Dannenberg nell'abbazia di Ebstorf vicino a Uelzen, che dal XIV secolo fu definita il luogo della battaglia dell'880 e divenne un importante luogo di pellegrinaggio.
Secondo la tradizione, Bruno è anche il fondatore di Braunschweig, nonché l'antenato del conte locale Bruno I di Brunswick (candidato nella elezione reali del 1002) e più in generale dei Brunonidi. Il nome suggerisce una parentela, tuttavia alcuni riferimenti sembrano indicare un precedente margravio sassone chiamato Bruno il Giovane, probabilmente il nonno di Bruno.